# Kitty Wells
Ellen Muriel Deason, känd som Kitty Wells, född 30 augusti 1919 i Nashville, Tennessee, död 16 juli 2012 i Madison, Tennessee, var en amerikansk countrysångerska. Med låten "It Wasn't God Who Made Honky Tonk Angels" blev hon den första countrysångerskan som hamnade på countrytopplistorna och hon blev därmed den första kvinnliga countrystjärnan.  Hon hade fler hitlåtar fram till mitten av 1960-talet och inspirerade många av de countrysångerskor som blev kända under 1960-talet. 
Wells är den sjätte mest framgångsrika sångerskan på Billboards countrylistor, enligt historikern Joel Whitburns bok The Top 40 Country Hits, efter Dolly Parton, Loretta Lynn, Reba McEntire, Tammy Wynette och Tanya Tucker. Hon invaldes i Country Music Hall of Fame 1976. Hon blev 1991 den tredje countrymusikern, efter Roy Acuff och Hank Williams, och den åttonde kvinnan att få motta Grammy Lifetime Achievement Award. Wells' framgångar gav henne smeknamnet Queen of Country Music (Countrymusikens drottning).
Hon gifte sig med Johnnie Wright när hon var 18 år gammal.

## Diskografi (urval)
Album (topp 10 på Billboard Charts - Top Country Albums)
- 1963 – The Kitty Wells Story (samlingsalbum) (#7)
- 1965 – Burning Memories (#7)
- 1965 – Lonesome, Sad, and Blue (#7)
- 1966 – Country All the Way (#9)
- 1967 – Queen of the Honky Tonk Street (#5)

Singlar (topp 10 på Billboard Hot Country Songs)
- 1952 – "It Wasn't God Who Made Honky Tonk Angels" (#1)
- 1953 – "Paying for That Back Street Affair" (#6)
- 1953 – "Hey Joe" (#8)
- 1953 – "Cheatin's a Sin" (#9)
- 1954 – "Release Me" (#8)
- 1955 – "Making Believe" (#2)
- 1955 – "There's Poison in Your Heart" (#9)
- 1955 – "The Lonely Side of Town" (#7)
- 1956 – "Searching (For Someone Like You)" (#3)
- 1956 – "Repenting" (#6)
- 1957 – "Three Ways (To Love You)" (#7)
- 1957 – "(I'll Always Be Your) Fraulein" (#10)
- 1958 – "I Can't Stop Loving You" (#3)
- 1958 – "Jealousy" (#7)
- 1959 – "Mommy for a Day" (#5)
- 1959 – "Amigo's Guitar" (#5)
- 1960 – "Left to Right" (#5)
- 1961 – "Heartbreak U.S.A." (#1)
- 1961 – "Day Into Night" (#10)
- 1962 – "Unloved, Unwanted" (#5)
- 1962 – "Will Your Lawyer Talk to God" (#8)
- 1962 – "We Missed You" (#7)
- 1964 – "This White Circle on My Finger" (#7)
- 1964 – "Password" (#4)
- 1964 – "I'll Repossess My Heart" (#8)
- 1965 – "You Don't Hear" (#4)
- 1965 – "Meanwhile, Down at Joe's" (#9)